# Riserva indiana dei Piedi Neri
La Riserva indiana dei Piedi Neri o, nel linguaggio giuridico-burocratico americano, Nazione dei Piedi Neri (più correttamente la divisione Aamsskáápipikani del popolo Pikuni Niitsítapi, nel Montana comunemente chiamato Piegan, separata dalla divisione Aapátohsipikáni del popolo Pikuni Niitsítapi, nell'Alberta comunemente chiamato Peigan) è la riserva indiana assegnata all'unico gruppo della Confederazione dei Piedi Neri rimasta a sud del confine tra Canada e Stati Uniti in Montana. È posizionata ad est del Glacier National Park e confina col Canada a nord. La riserva ha una superficie di 6.142 km².